# Teknikåret 1984

## Händelser

### Januari
- Januari - JVS introducerar VHD i Storbritannien.[1]
- 5 januari - Richard Stallman påbörjar GNU-projektet, med planen att skapa fri programvara för ett helt operativsystem.
- 15 januari - Fyra containrar med avancerad datorutrustning flygs från Sverige till Andrewflygplatsen utanför Washington, D.C.. Utrustningen har av Sverige klassats som krigsmateriel, och det spekuleras i om den är avsedd att säljas till Sovjetunionen.[2]
- 22 januari - Apple Macintosh lanseras, en persondator med helt grafiskt användargränssnitt och mus.[3]

### Maj
- 5 maj - Itaipu-dammen invigs för kraftproduktion.

### Oktober
- Oktober - RCA introducerar Dimensia, den första TV-apparaten att också vara en dator.[4]

## Avlidna
- 29 april - Baltzar von Platen, 86, svensk uppfinnare.

### Fotnoter
1. ↑  History of Media Technology (läst 8 april 2011)
2. ↑   Horisont 1984. Bertmarks
3. ↑  History of Media Technology (läst 8 april 2011)
4. ↑  History of Media Technology (läst 8 april 2011)